# Yousef Zayed
Yousef Zayed Al-Youha (in arabo يوسف زايد اليوحا‎?; 2 settembre 1979) è un ex calciatore kuwaitiano, di ruolo difensore.

## Carriera

### Club
Ha sempre giocato nel campionato kuwaitiano.

### Nazionale
Con la maglia della nazionale ha partecipato alle Olimpiadi del 2000.